# Thylogale thetis
El pademelon de cuello rojo (Thylogale thetis) es una especie de marsupial que viven en la región costera oriental de Australia, perteneciente a la familia Macropodidae.

## Características
Es una especie de hábitos nocturnos, es muy tímido y generalmente habita en los bosques templados cerca de los pastizales, escondiéndose en los bosques durante el día y emerge en los prados para pastar en la oscuridad.
El pademelon de cuello rojo es de color marrón grisáceo con un vientre color crema y un cuello y hombros de color rojizo. Se reproduce en el otoño y la primavera en el norte de Australia, y en el verano en el sur de Australia.
Dentro de los depredadores, se incluyen el dingo y el zorro rojo, sin embargo la destrucción del hábitat, sobre todo a través de desmonte, es actualmente la mayor amenaza para la especie. El pademelon de cuello rojo no está listado como una especie en peligro de extinción .
Esta especie está estrechamente relacionada con el pademelon de patas rojas (Thylogale stigmatica).